# BE-Faktor
Der BE-Faktor ist ein Umrechnungsfaktor, der von Patienten mit einem insulinpflichtigen Diabetes mellitus verwendet wird, wenn sie eine Insulintherapie nach dem Basis-Bolus-Konzept betreiben. Er dient zur Berechnung der Insulinmenge (Bolus), die vor jeder Mahlzeit (präprandial) in Abhängigkeit von der geplanten Menge an Kohlenhydraten gespritzt wird.
Bei der Anwendung von BE-Faktoren wird zunächst der Kohlenhydratgehalt der geplanten Mahlzeit aus Tabellen und ggf. durch Abwiegen ermittelt. Die Menge an Kohlenhydraten in Broteinheiten (BE, 1 BE = 12 g Kohlenhydrat) wird mit dem BE-Faktor multipliziert und ergibt so die individuell benötigte Insulindosis in Internationalen Einheiten (IE) für diese Mahlzeit.

## BE-Faktor-Ermittlung
Der BE-Faktor wird durch Ausprobieren verschiedener Insulinmengen für jeden individuellen Patienten und für jede Mahlzeit gesondert ermittelt und variiert in der Regel zwischen 0,5 und 4, so dass also pro BE zwischen 0,5 und 4 IE Insulin gespritzt werden. Typisch sind BE-Faktoren von 2 IE pro BE am Vormittag, 1 IE pro BE gegen Mittag und 1,5 IE pro BE am Abend.
Heutzutage wird jedoch vermehrt ein KE-Faktor verwendet, da sich mit diesem die IE einfacher berechnen lassen.

## KE-Faktor
Der KE-Faktor (Kohlenhydrateinheiten-Faktor) ist in seiner Verwendung identisch mit dem BE-Faktor. Die Kohlenhydrateinheiten ermitteln sich wie folgt: 1KE = 10 g KH (Kohlenhydrate).

### KE-Faktor-Ermittlung
Der KE Faktor wird ebenfalls, wie der BE-Faktor, durch Ausprobieren für jeden Patienten individuell bestimmt und variiert normalerweise zu verschiedenen Tageszeiten.

#### Berechnungsbeispiel
Auf einer Müslipackung sind in der Nährwerttabelle für 100 g Müsli 25,4 g Kohlenhydrate angegeben.
{\displaystyle 25{,}4\,{\text{g}}/10=2{,}54\,{\text{KE}}} sind die Kohlenhydrateinheiten (KE) für 100 g Müsli. Angenommen man isst 250 g Müsli, dann wären das also {\displaystyle 250\,{\text{g}}\cdot 2{,}54\,{\text{KE}}/100\,{\text{g}}=6{,}35\,{\text{KE}}} für die ganze Mahlzeit.
Um hieraus jetzt die benötigten Insulineinheiten (IE) zu ermitteln, multipliziert man die KE pro Mahlzeit mit dem persönlichen KE-Faktor.
Angenommen es ist morgens und der morgendliche KE-Faktor beträgt 0,5 dann ergibt sich folgende Rechnung:
{\displaystyle 6{,}35\,{\text{KE}}\cdot 0{,}5\,{\text{IE}}/{\text{KE}}=3{,}175\,{\text{IE}}}.
Also müsste ein Diabetiker mit diesem KE-Faktor morgens für 250 g Müsli 3 Insulineinheiten spritzen.

## KE- oder BE-Faktor?
Beide Bezeichnungen existieren gleichwertig nebeneinander, wobei KE bzw. KH als 10 g Kohlenhydrate, BE hingegen als 12 g Kohlenhydrate definiert sind. Damit sich die Broteinheiten (BE) einfacher ermitteln lassen, verwenden viele Diabetiker auch hier den Teiler 10. Heutzutage wird der KE-Faktor bevorzugt eingesetzt, da sich hier auch bei großen Kohlenhydratmengen die benötigten Insulineinheiten einfach errechnen lassen.